# 安代インターチェンジ
安代インターチェンジ（あしろインターチェンジ）は、岩手県八幡平市小柳田にある、東北自動車道のインターチェンジ。

## 道路

### 本線
- E4 東北自動車道（47番）

### 接続する道路
- 国道282号

## 料金所
- ブース数：4

### 入口
- ブース数：2
  - ETC専用：1
  - 一般：1

### 出口
- ブース数：2
  - ETC専用：1
  - 一般：1

## 周辺
- JR花輪線 荒屋新町駅
- 八幡平市博物館
- テレトラック安代
- 八幡平市立安代小学校
- 八幡平市立安代中学校

### 近隣のバス停留所
IC近隣の「テレトラック安代」駐車場内に高速バス路線の停留所が設置されている。停留所名は「テレトラック安代」（みちのく号、仙台・大館号）および「安代」（ジュピター号）。
| 路線名       | 会社名                | 経由地                     | 行先 |
| ------------ | --------------------- | -------------------------- | ---- |
| みちのく号   | 秋北バス 岩手県北バス | 前潟                       | 盛岡 |
| みちのく号   | 秋北バス 岩手県北バス | 田山・湯瀬・花輪・大滝温泉 | 大館 |
| 仙台・大館号 | 秋北バス              | （乗車専用停留所）         | 仙台 |
| 仙台・大館号 | 秋北バス              | （降車専用停留所）         | 大館 |
| ジュピター号 | 秋北バス              | （乗車専用停留所）         | 池袋 |
| ジュピター号 | 秋北バス              | （降車専用停留所）         | 能代 |

かつて、JRバス東北の安代ICバス停もあり、盛岡-安代-二戸を結ぶすーぱー湯〜遊号が走っていた。このバスは荒屋新町駅も経由していた。

## 特記事項
- 下り線の場合は、安代JCTで大鰐弘前・青森方面に分岐した直後に出口が存在する。このため、出口誘導標識が数枚設置されている。なお、安代JCTは設計の都合上、八戸自動車道と盛岡・川口方面の東北自動車道が本線になっており、青森方面は進路変更が必要になる。

## 隣
E4 東北自動車道
(46) 安代JCT - (47) 安代IC - 田山PA - 湯瀬PA - (48) 鹿角八幡平IC